# Heiden (Hellenthal)
Heiden is een plaats in de Duitse gemeente Hellenthal, deelstaat Noordrijn-Westfalen, en telt 73 inwoners (2007).